# チリ文学
チリ文学（チリぶんがく、スペイン語:Literatura de Chile）では、チリ共和国の文学について述べる。チリでは詩作が盛んであり、ラテンアメリカ初のノーベル文学賞受賞者となったガブリエラ・ミストラルと、同じくノーベル文学賞受賞者となったパブロ・ネルーダは共に詩人である。

## 歴史

### 植民地時代

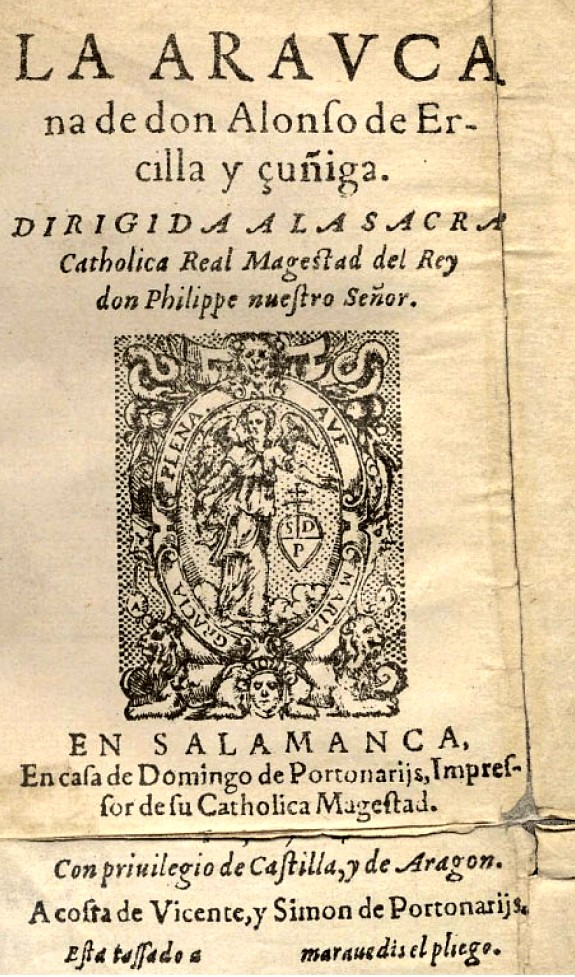
『ラ・アラウカーナ』の第二版（1574）。

ヨーロッパ人が到来する以前においては、マプーチェ人をはじめとする先住民族による口承文学が存在していた。
16世紀に入ってスペイン人が現在のチリに到達し、マプーチェ人との間でアラウコ戦争が始まると、アラウコ戦争はチリに到達したスペイン人にとって重要な文学の着想の源となった。スペイン軍の兵士だったアロンソ・デ・エルシーリャ・イ・スニーガは、従軍経験から高貴なマプーチェ人のスペイン人への抵抗を描いた叙事詩『ラ・アラウカーナ』を著した。これに対しペドロ・デ・オーニャは叙事詩『手なずけられたアラウコ族の男』（1596）で、アラウコ戦争に臨むスペイン軍の軍人を讃えている。

### 19世紀
独立後、19世紀のチリ文学は貧弱であり、往々にして知識人による政治論争のための文学の域を出なかった。この時代にはベネズエラからチリに移住し、チリ大学の創設者となったアンドレス・ベーリョや、ロマン主義を攻撃したホセ・ホアキン・バリェーホ、ホセ・ビクトリーノ・ラスタリアなどの名を挙げることができる。
小説では、19世紀後半にかけてバルザックに影響を受けた歴史小説を著したアルベルト・ブレスト・ガーナが活躍した。

### 20世紀初頭
チリにおいてモデルニスモ文学は詩人マヌエル・マガリャーネス・モウレがその第一人者となった。この時期にはその他に、反モデルニスモの立場を鮮明にしたペドロ・プラードとその流れを継ぐ詩人アンヘル・クルチャガ・サンタ・マリアの名を挙げることができる。ビセンテ・ウイドブロはイスパノアメリカにダダイスムを導入したが、ウイドブロには才能が足りなかったため、イスパノアメリカにおけるアンドレ・ブルトンになることはできなかった。小説では、エドゥアルド・バリオスによって自然主義がもたらされた。

### 戦間期

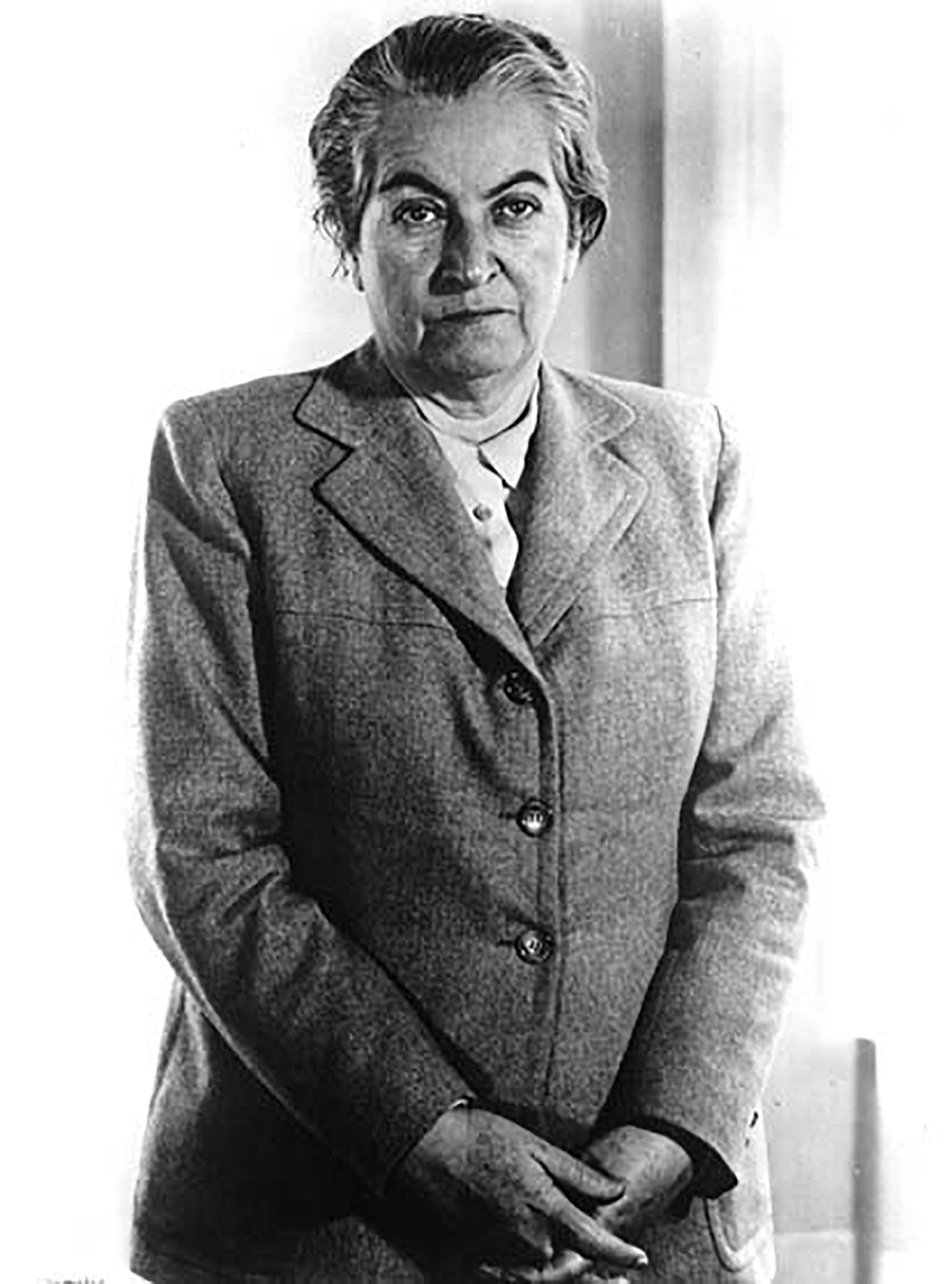
ラテンアメリカ初のノーベル文学賞受賞者となったガブリエラ・ミストラル。

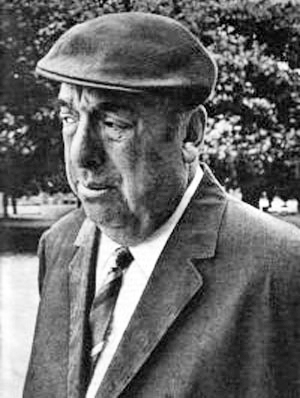
チリ二人目のノーベル文学賞受賞者、パブロ・ネルーダ。

1920年代から1930年代にかけては、後にノーベル文学賞を受賞することになる女流詩人ガブリエラ・ミストラルと社会詩人パブロ・ネルーダが活躍した。ミストラルはモデルニスモに影響を受け、キリスト教がその内面に存在したのに対し、ネルーダはモデルニスモから距離を置き、自らが忠誠を捧げていた社会主義や、スペイン内戦、マチュ・ピチュのような南米の先住民や古代文明、そして市井の人々から強い着想を得た。

### 現代の文学
第二次世界大戦後、小説の分野ではラテンアメリカ文学ブームの文脈の中でホセ・ドノソやホルヘ・エドワーズが活躍し、詩の分野ではネルーダが活躍し続けた。
1973年のチリ・クーデターの後、軍事政権の言論統制を逃れるために多くの文学者がチリから亡命した。クーデター後から現在までにかけて、イサベル・アジェンデ、ルイス・セプルベダ、ロベルト・ボラーニョ、アリエル・ドーフマンらが世界的に活躍している作家の名として挙げられる。

## 脚註